# Bársonyos
Bársonyos är ett mindre samhälle i provinsen Komárom-Esztergom i Ungern. År 2019 hade Bársonyos totalt 762 invånare.